# エクストラ テレストリアル
『エクストラ テレストリアル』（原題：Extraterrestrial）は、2014年のカナダのSFホラー映画。

## あらすじ
友人たち5人で休暇を過ごすために、大学生のエイプリルと恋人のカイルは、レックスらと郊外にある別荘へと向かう。途中、不可解な出来事が頻発していることを警官から聞かされる。別荘に着いたその日の夜、5人は、炎に包まれた物体が空から墜落する場面を目撃する。5人が、墜落現場に行ってみると...。 

## スタッフ
- 監督：コリン・ミニハン
- 脚本：コリン・ミニハン、スチュアート・オルティス
- 製作：ショーン・エンジェルスキー、マーティン・フィッシャー
- 製作総指揮：キム・アーノット、ジョナサン・ブロンフマン、テリー・ダガス、ランディ・マニス、ジェフ・マクリーン
- 撮影：サミー・イネイヤ
- 編集：コリン・ミニハン、スチュアート・オルティス

## キャスト
- エイプリル：ブリタニー・アレン
- カイル：フレディ・ストローマ
- メラニー：メラニー・パパリア
- セス：ジェシー・モス
- ミッチェル：ショーン・ロジャーソン
- トラヴィス：マイケル・アイアンサイド
- 保安官：ギル・ベローズ
- レックス：アンニャ・サヴィッチ